# Ultimate Requiem
Ultimate Requiem — серия комиксов издательства Marvel Comics, действие в которых разворачивается во вселенной Ultimate Marvel после событий кроссовера Ultimatum.
Ultimatum: X-Men Requiem и Ultimatum: Fantastic Four Requiem были выпущены в качестве ваншотов, тогда как Ultimatum: Spider-Man Requiem представил собой ограниченную серию из двух выпусков. Данные комиксы являются эпилогами к трём основным онгоингам Ultimate Marvel, которые были закрыты после Ultimatum. Впоследствии комиксы Ultimate Marvel были переименованы в Ultimate Comics.

## Создание
Сценарист онгоинга Ultimate Spider-Man Брайан Майкл Бендис в своём интервью к CBR News в шутку заявил, что: «Джеф Лоуб уничтожил вселенную Ultimate, и мне хотелось бы попрощаться со своей самой тяжёлой работой за последние годы». По словам Бендиса, он хотел показать читателям события Ultimatum глазами Джей Джоны Джеймсона, который становится свидетелем добрых дел Человека-паука, и это «настолько шокирует его», что он полностью меняет своё отношение к некогда заклятому врагу и решает переосмыслить свою жизнь. В сюжете Ultimatum: Spider-Man Requiem освещались как текущие события комикса, так и флешбэки. Первые были проиллюстрированы Стюартом Иммоненом, тогда как воспоминания, представляющие собой «нерассказанные истории про Человека-паука», рисовал Марк Багли. Ограниченная серия послужила прологом к Ultimate Comics: Spider-Man.
Арон Э. Колетт, ранее работавший над последними выпусками серии Ultimate X-Men признался: «По правде говоря, история, которую я осветил в Requiem, изначально должна была быть рассказана в финале Ultimate X-Men #100. Для меня, это был настоящий конец серии. Тем не менее, #100 позволил мне углубиться в события Ultimatum и подготовить почву для Requiem». Кроме того, по мнению сценариста, Ultimatum был необходим, чтобы увеличить интерес фанатов к Ultimate-вселенной. 
Говоря об Ultimatum: Fantastic Four Requiem, сценарист Ultimate Fantastic Four Джо Покаски объяснил, что: «Эта громоздкая история была втиснута в один ваншот, поэтому руководство Marvel любезно предоставило мне объём в 32 страницы для неё. Сначала мы узнаём о том, что случилось с Джонни, после чего история переплетается с событиями Ultimatum. Мы наблюдаем за развитием дружбы Сью и Бена, а также за воссоединением Рида со своей семьёй. На похоронах Франклина Ричардса, члены команды, будучи разбитыми после событий Ultimatum, принимают резкие решения касательно их будущего. Если вы хоть немного не расстроитесь в конце, значит я бездарь». Также Покаски отметил, что центральной темой ваншота послужила тема семьи, где «Сью и Джонни представляли кровное родство, Бен и Рид являлись названными братьями, а Рид и Сью были влюблёнными, которые хотели создать собственную семью».

## Описание сюжета

### Человек-паук
Джей Джона Джеймсон и Бен Урих возвращаются в офис «Daily Bugle», будучи всё ещё потрясёнными массовыми разрушениями, вызванными волной Ультиматума. Джеймсон считает, что его семья мертва, и признаёт, что он ошибался насчёт Человека-паука, когда пытался выставить его преступником в своей газете. В то же время, сайт «Daily Bugle» по-прежнему функционирует, тогда как остальные сотрудники полны решимости продолжать писать и сообщать миру о том, что произошло. Джеймсон, вдохновлённый героизмом Человека-паука, решает написать о нём статью, в связи с чем Урих даёт ему флешку, на которой содержатся все истории о Человеке-пауке, ранее отвергнутые Джеймсоном. Просматривая файлы, Джеймсон вспоминает случай, когда Человек-паук спас Тони Старка от террористов Гидры. Вскоре Урих сообщает Джоне, что Человек-паук был объявлен погибшим. Когда Джеймсон пишет статью, ставшую некрологом Человека-паука, он начинает размышлять о прошлых подвигах героя, вспоминая ещё один случай, когда Человек-паук спас мирных жителей от нападения Халка. Он признаёт, что постоянно искажал подвиги Человека-паука и выставлял его в качестве злодея. Тем временем Капитан Америка, Железный Человек и военные ищут выживших в руинах Нью-Йорка. Затем они находят под обломками Человека-паука без маски. На последней панели Человек-паук открывает один глаз, подразумевая, что он всё ещё жив.

### Люди Икс
Призрачная кошка врывается в Трискелион, чтобы забрать оторванную руку Росомахи, единственную часть, уцелевшую после смерти Логана от руки Магнето. Вернувшись в Особняк Икс, Джин Грей, Шельма и Человек-лёд хоронят своих павших товарищей. Шельма использует свою суперсилу, чтобы расчистить поле, в котором их можно похоронить. Человек-лёд замораживает и разрушает Особняк Икс после заявления Джины: «Это не наш дом. Больше нет». Прибывает Призрачная кошка с рукой Росомахи, которую также погребают. Было выявлено, что все клетки Росомахи были уничтожены Магнето, и что он не способен клонироваться, исцеляться или воскрешаться. Пока они роют могилы, появляются Саблезубый, Мистик и Сборка, с целью отдать дань уважения. Тем не менее, Джина обвиняет их в разрушении, и начинается драка. Прибывший Капитан Америка обезглавливает Сборку и заявляет, что он также хотел отдать дань уважения погибшим Людям Икс. Джин Грей использует свой телекинез, чтобы вырезать эпитафию для Людей Икс на большой скале, и покидает территорию особняка. На последних страницах представлены некрологи Людей Икс, которые погибли во время Ultimatum. 

### Фантастическая четвёрка
Человек-факел вспоминает о ссоре со своим отцом, Франклином Штормом, незадолго до того, как приливная волна обрушилась на Нью-Йорк, убив последнего. Джонни, пребывающий в шоке от гибели отца, был схвачен Дормамму, который начинает абсорбировать пламя Человека-факела, чтобы освободиться из заточения и напасть на Нью-Йорк. После убийства Доктора Стрэнджа, Дормамму сражается с Невидимой леди и Существом, но в конечном итоге терпит поражение и возвращается к своей человеческой форме. Мистер Фантастик возвращается в город после битвы с Магнето и воссоединяется со своими товарищами по команде. Вскоре он приходит к выводу, что Доктор Дум продолжит строить козни, если оставить его в живых. Существо отправляется в Латверию и убивает Дума после того, как Рид признаётся Бену, что сам не в состоянии сделать это. 
После похорон Франклина Шторма, Сью отвергает предложение Рида выйти за него замуж, и Фантастическая четвёрка распадается. Существо становится агентом ЩИТа; Человек-факел начинает жить нормальной жизнью во Франции, но затем переезжает к Питеру и Мэй Паркерам; Невидимая леди продолжает проводить исследования в здании Бакстера; Мистер Фантастик возвращается к своей биологической семье, размышляя о том, что делать дальше.

## Приём
- Ultimatum: Spider-Man Requiem #1 имеет рейтинг 6,7 из 10 от IGN[8].
- Ultimatum: Spider-Man Requiem #2 имеет рейтинг 5,8 из 10 от IGN[9].
- Ultimatum: X-Men Requiem имеет рейтинг 6,0 из 10 от IGN[10].
- Ultimatum: Fantastic Four Requiem имеет рейтинг 7,0 из 10 от IGN[11].

## Коллекционные издания
| Название            | Включённые материалы | Страниц  | Дата выхода         | ISBN                                                                 |
| ------------------- | --- | -------- | ------------------- | -------------------------------------------------------------------- |
| Ultimatum: Requiem  | Ultimatum: Spider-Man Requiem #1—2, Ultimatum: Fantastic Four Requiem #1, Ultimatum: X-Men Requiem #1 | 128      | 2009 (HC) 2010 (SC) | 0785139257 и 978-0785139256 (HC) 0785139265 и 978-0-7851-3926-3 (SC) |
| Ultimatum Companion | Ultimate Fantastic Four #58—60, Ultimatum Fantastic Four: Requiem, Ultimate Spider-Man #129—133, Ultimatum Spider-Man: Requiem #1—2, Ultimate X-Men #98—100, Ultimatum X-Men: Requiem, March on Ultimatum Saga, Marvel Spotlight: Ultimatum | 488 (HC) | 15 июня 2011        | 0785155074 и 978-0785155072                                          |